# Naisten II-divisioona 2022
La Naisten II-divisioona 2022 è la 7ª edizione del campionato di football americano di terzo livello femminile, organizzato dalla SAJL.

## Squadre partecipanti
| Club               | Città       | Stadio | Sponsor ufficiale | Risultato nella stagione 2021 |
| ------------------ | ----------- | ------ | ----------------- | ----------------------------- |
| Hämeenlinna Tigers | Hämeenlinna |        |                   |                               |
| Porvoon Butchers   | Porvoo      |        |                   |                               |
| Kuopio Steelers    | Kuopio      |        |                   |                               |

## Stagione regolare

### Calendario

#### 1ª giornata
| Sipoo 15 maggio 2022, ore 13:00 | Porvoon Butchers | 60 – 0 | Hämeenlinna Tigers | Söderkullan urheilukenttä |

#### 2ª giornata
| Kuopio 21 maggio 2022, ore 16:00 | Kuopio Steelers | 0 – 62 | Porvoon Butchers | Lippumäen tekonurmi |

#### 3ª giornata
| Hämeenlinna 29 maggio 2022, ore 13:00 | Hämeenlinna Tigers | 72 – 46 | Kuopio Steelers | Hämeenlinnan urheilupuisto |

#### 4ª giornata
| Hämeenlinna 10 giugno 2022, ore 18:00 | Hämeenlinna Tigers | 24 – 34 | Porvoon Butchers | Hämeenlinnan urheilupuisto |

#### 5ª giornata
| Porvoo 19 giugno 2022, ore 14:00 | Porvoon Butchers | 64 – 0 | Kuopio Steelers | Porvoon pallokenttä |

#### 6ª giornata
| Kuopio 3 luglio 2022, ore 14:00 | Kuopio Steelers | 0 – 62 | Hämeenlinna Tigers | Lippumäen tekonurmi |

### Classifica
La classifica della regular season è la seguente:
- PCT = percentuale di vittorie, G = partite giocate, V = partite vinte,  P = partite perse, PF = punti fatti, PS = punti subiti

| Pos. | Squadra            | PCT   | G | V | N | P | PF  | PS  |
| ---- | ------------------ | ----- | - | - | - | - | --- | --- |
| 1    | Porvoon Butchers   | 1.000 | 4 | 4 | 0 | 0 | 220 | 24  |
| 2    | Hämeenlinna Tigers | .500  | 4 | 2 | 0 | 2 | 158 | 140 |
| 3    | Kuopio Steelers    | .000  | 4 | 0 | 0 | 4 | 46  | 260 |

## Playoff

### Tabellone
|  | Semifinali | Semifinali         | Semifinali |                    |   | V Finale Naisten II-divisioona | V Finale Naisten II-divisioona | V Finale Naisten II-divisioona |  |
|  |            |                    |            |                    |   |                                |                                |                                |  |
|  |            |                    |            |                    |   | 1                              | Porvoon Butchers               | 28                             |  |
|  |            |                    |            |                    |   | 1                              | Porvoon Butchers               | 28                             |  |
|  |            |                    | 2          | Hämeenlinna Tigers | 0 |                                |                                |                                |  |
|  | 2          | Hämeenlinna Tigers | 2          | Hämeenlinna Tigers | 0 | 30                             |                                |                                |  |
|  | 2          | Hämeenlinna Tigers |            |                    |   |                                |                                |                                |  |
|  | 3          | Kuopio Steelers    | 0 d.g.s.   |                    |   |                                |                                |                                |  |

### Semifinale
| Hämeenlinna 9 luglio 2022, ore 13:00 | Hämeenlinna Tigers | 30 – 0 (a tavolino) | Kuopio Steelers | Pullerin kenttä |

### VII Finale Naisten II-divisioona
| Porvoo 17 luglio 2022, ore 14:00 | Porvoon Butchers | 28 – 0 | Hämeenlinna Tigers | Porvoon pallokenttä |

## Verdetti
- Porvoon Butchers Vincitrici della Naisten II-divisioona 2022